# Western metróvonal (Peking)
A pekingi Western metróvonal (egyszerűsített kínai: 北京地铁西郊线; pinjin: běijīng dìtiě xījiāo xiàn) építését 2010-ben kezdték el és 2017. december 30-án indult meg a vonalon a közlekedés Bagou és Fragrant Hills állomások között. A Western vonal színe      világoskék.

## Állomáslista
|                            |              |             |  |
| Bagou                      | 巴沟         | 10-es vonal |  |
| West Gate of Summer Palace | 颐和园西门   |             |  |
| Yuquan County Park         | 玉泉郊野公园 |             |  |
| Wan’an Cemetery            | 万安公墓     |             |  |
| Botanical Gardens          | 植物园       |             |  |
| Fragrant Hills             | 香山         |             |  |
|                            |              |             |  |

## Fordítás
- Ez a szócikk részben vagy egészben  a   Western Suburban Line, Beijing Subway című angol Wikipédia-szócikk fordításán alapul.  Az eredeti cikk szerkesztőit annak laptörténete sorolja fel. Ez a jelzés csupán a megfogalmazás eredetét és a szerzői jogokat jelzi, nem szolgál a cikkben szereplő információk forrásmegjelöléseként.
- Ez a szócikk részben vagy egészben  a(z)   北京地铁西郊线 című kínai Wikipédia-szócikk fordításán alapul.  Az eredeti cikk szerkesztőit annak laptörténete sorolja fel. Ez a jelzés csupán a megfogalmazás eredetét és a szerzői jogokat jelzi, nem szolgál a cikkben szereplő információk forrásmegjelöléseként.